# Robert Wadlow
 Der er for få eller ingen kildehenvisninger i denne artikel, hvilket er et problem. Du kan hjælpe ved at angive troværdige kilder til de påstande, som fremføres i artiklen.

Robert Pershing Wadlow (født 22. februar 1918 i Alton, død 15. juli 1940 i Manistee) er berømt for at være den højeste mand nogensinde, da han ved sit livs sidste måling havde en højde på 272 cm.
To af konsekvenserne ved at være verdens højeste mand var et dårligt blodomløb og en ringe følesans.[kilde mangler]
Som 18-årig slog Wadlow den tidligere rekord på 246 cm, som blev sat af ireren Patrick Cotter O'Brien i 1806.[kilde mangler]

## Barndom
Wadlow vægt ved fødslen var 3.850 gram. Først i en alder af to år begyndte Robert at vokse i ekstremt tempo.
Wadlow blev født i Alton, Illinois, USA kl. 06:30 af Addie og Harold Wadlow. Wadlow var den ældste af fem børn. Alle Wadlows søskende havde normal vægt og højde gennem hele livet.
Wadlow blev undersøgt adskillige gange i sit liv. Som tolvårig fandt lægerne ud af, at Roberts handicap skyldtes, at han havde en overaktiv hypofyse - kirtlen, hvor menneskets  væksthormon, somatotropin, bliver produceret.

## Voksne liv
Det var ifølge Wadlow særdeles hårdt at være verdens højeste mand. Alligevel forsøgte han og hans familie at leve så normalt et liv som muligt. Wadlow samlede på frimærker og yndede at fotografere.
Når Robert gik på gaden, blev han ofte sparket til, idet mange børn troede, at han gik på stylter. Han kunne ikke tage med bussen, toget eller flyet eller sætte sig ned på almindelige stole.
Idet Robert voksede ekstremt meget i højden, fulgte andre kropsdele trop. Hans hænder målte 32,2 cm fra håndleddet til langefingerens spids. Hans fødder var 47 cm lange, hvilket betød, at Wadlow brugte størrelse 71 i sko. Skoene blev speciallavet af International Shoe Company og kostede 100$ parret. Da Robert fyldte tyve, tilbød firmaet at lave hans sko gratis, hvis han til gengæld reklamerede for firmaet.
Set bort fra de vanskeligheder, der kom med at være verdens højeste mand, levede Wadlow en sund og rask tilværelse. Dog betød hans ringe følesans i benene, at han ofte opdagede sår og vabler meget sent.

## Død og begravelse
I juli 1940 fik Wadlow en bøjle, som skulle støtte hans ankler. Bøjlen passede imidlertid ikke og skabte en betændt vabel på Wadlows højre ankel. Da han endelig opdagede vablen, var det for sent, og Wadlow døde som følge deraf af en blodforgiftning.
Wadlow døde stilfærdigt kl. 01:30 den 15. juli 1940.
Wadlows 3,28 meter lange kiste blev - af tolv mænd - bragt ud til Oakwood-kirkegården i Wadlows fødeby, Alton. Alton var i sorg over tabet, hvorfor alle butikker og kontorer lukkede den dag. Flere end 40.000 skrev i kondolencebogen. Familien Wadlow destruerede mange af Wadlows ejendele efter hans død for at undgå, at samlere begyndte at udstille hans ting.